# Hypodoxa purpurifera
Hypodoxa purpurifera är en fjärilsart som beskrevs av W. Warren 1899. Hypodoxa purpurifera ingår i släktet Hypodoxa och familjen mätare. Inga underarter finns listade i Catalogue of Life.